# Phragmanthera crassicaulis
Phragmanthera crassicaulis là một loài thực vật có hoa trong họ Loranthaceae. Loài này được (Engl.) Balle miêu tả khoa học đầu tiên năm 1982.